# Strombus
Strombus (nomeados, em inglês, Fighting conchs -pl.) é um gênero de moluscos gastrópodes, marinhos e herbívoros, pertencente à família Strombidae, na subclasse Caenogastropoda e ordem Littorinimorpha; classificado por Carolus Linnaeus, em 1758, na sua obra Systema Naturae, ao descrever sua espécie-tipoː Strombus pugilis (com sua localidade-tipo na Costa dos Mosquitos, Nicarágua; embora Moscatelli cite a Jamaica como localidade-tipo). Os indivíduos juvenis não apresentam o lábio externo expandido, assemelhando-se a moluscos do gênero Conus. Sua distribuição geográfica é quase toda na costa atlântica e pacífica da região neotropical, incluindo o golfo da Califórnia, no México, até o Peru; a Carolina do Norte, nos Estados Unidos, até o golfo do México, mar do Caribe e costa da América do Sul até a região sul do Brasil. No passado e até o século XX, antes do desenvolvimento de técnicas para medir suas relações de filogenética molecular, este gênero incluía dezenas de espécies ao redor do mundo e principalmente no Indo-Pacífico, agora reduzidas a apenas três espécies.

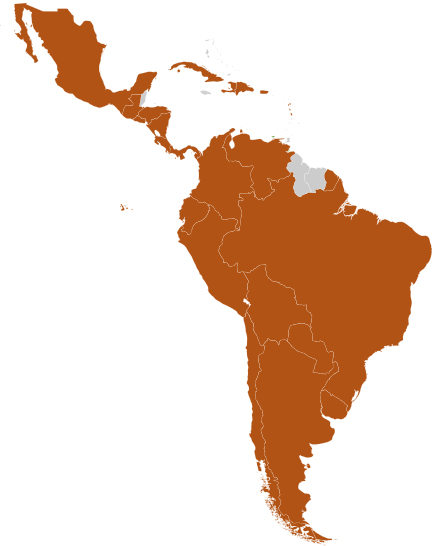
A distribuição geográfica do gênero Strombus quase totalmente coincide com a faixa tropical da América Latina, da Carolina do Norte, nos Estados Unidos, até a região sul do Brasil, no oceano Atlântico[4][6]; e no leste do oceano Pacífico, do golfo da Califórnia (ou mar de Cortés), no oeste do México, até o Peru.

## Fighting conchs
O nome Fighting conch (na tradução para o portuguêsː "concha lutadora") é derivado dos movimentos energéticos do animal. Seu opérculo é freqüentemente usado para cavar na areia, quando ele está se movimentando. Esta é uma característica comum a outros gêneros de Strombidae. O zoólogo Eurico Santos comenta que, quando lançados às praias, dão "verdadeiros pulos para mergulhar por fim na água", e que "é comum um colecionador perder um exemplar raro porque deu este um pulo do barco dentro d'água".

## Espécies deStrombus
- Strombus pugilis Linnaeus, 1758
- Strombus alatus Gmelin, 1791
- Strombus gracilior G. B. Sowerby I, 1825[1]

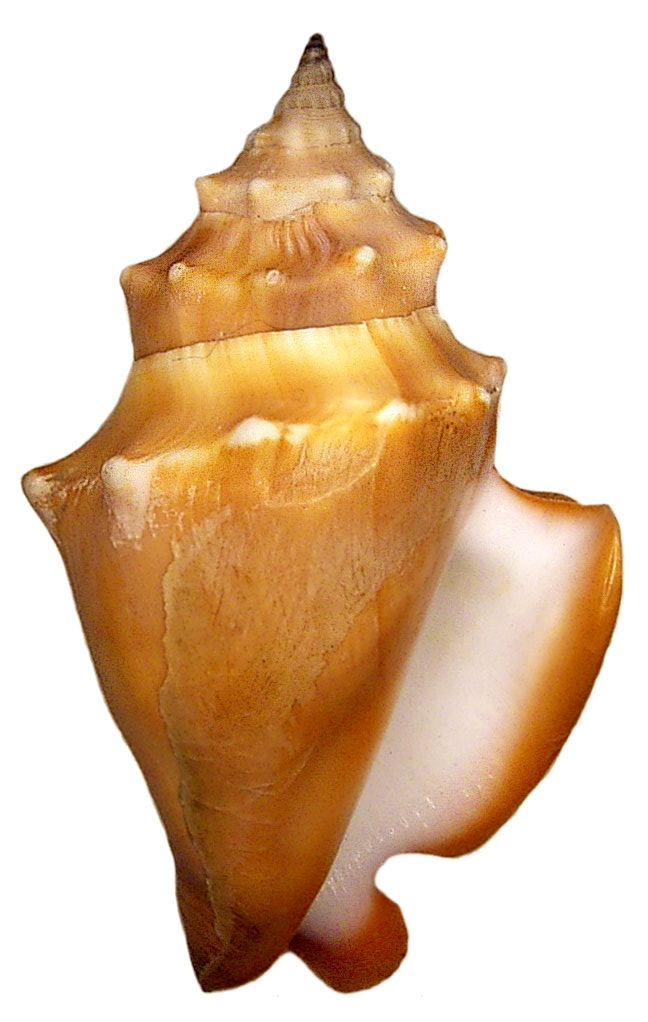
Vista inferior da concha de Strombus gracilior G. B. Sowerby I, 1825[1]; a única espécie do gênero Strombus no oceano Pacífico.